# Claude Mydorge
Claude Mydorge, född 1585, död 1647, var en fransk matematiker.

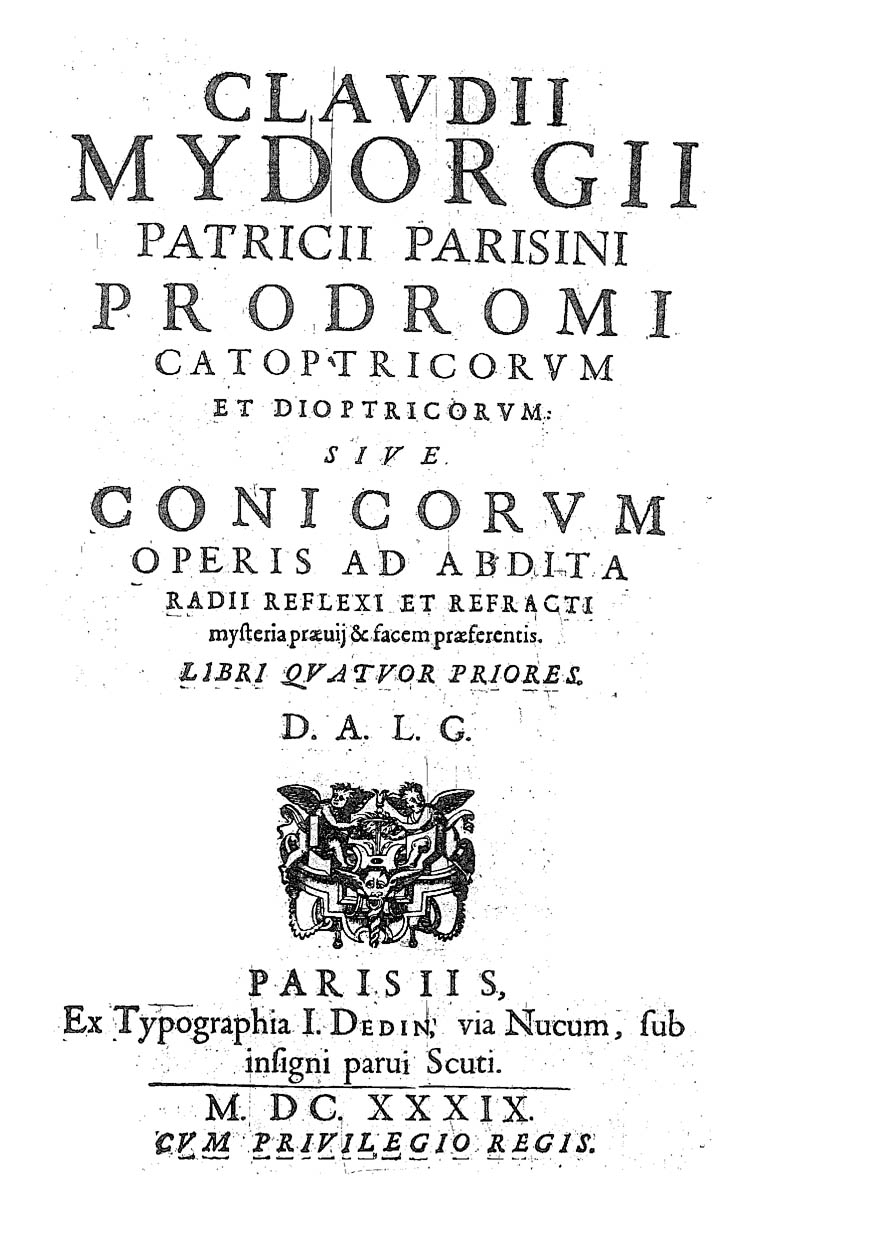
Prodromi catoptricorum et dioptricorum sive Conicorum operis ad abdita radii reflexi et refracti mysteria praevij et facem praeferentis, 1639

Mydorge, som ursprungligen var jurist, var vän till René Descartes. Han författade ett arbete om kägelsnitt (1630-39) och ett arbete över geometrisk optik samt efterlämnade en stor samling exempel till kägelsnittsläran, delvis publicerade av Charles Henry 1882.